# Argies
Argies ist eine 1984 gegründete argentinische Punkrock-Ska-Band mit Reggae-Elementen.
Der Name ist ein englischer, häufig abwertend gemeinter Spitzname für Argentinier, der insbesondere im Kontext des Falklandkriegs verwendet wird.

## Stil
Obwohl ihre musikalischen Wurzeln im britischen Punk der Siebziger, mit Tendenzen zum Ska, zum Reggae, zur lateinamerikanischen Musik und zu einem großen Teil im Rock & Roll liegen, haben ihre Songtexte eine tiefgreifende Art und erinnern, besonders in den letzten Jahren, an klassische Punkbands mit eindeutig linksgerichteten Idealen auf der einen Seite und Nonsens-Texten auf der anderen Seite.
Der Unterschied zwischen den Argies und anderen Rock- oder Punk-Bands ist, dass sie keine feste Besetzung haben, sondern sich als Zusammenführung verschiedener unabhängiger Musiker verstehen, die nach einer gewissen Zeit wieder ihre eigenen Wege gehen. Der Einzige, der schon seit der Gründung der Band dabei ist, ist David Balbina, Sänger und Gitarrist.

## Geschichte
Nach ihrem eher mäßigen Erfolg in Lateinamerika wurde die Gruppe im Jahr 2002 von der Düsseldorfer Band Die Toten Hosen auf einem Konzert in Buenos Aires entdeckt und spielte in Folge als Vorgruppe der Band bei mehreren Konzerten in Argentinien und Österreich. Daraufhin spielten sie bei einigen Punk-Festivals in Europa und wurden in der Punk-Szene populär. Insgesamt absolvierten The Argies zwischen 1996 und 2023 1387 Auftritte in 47 Ländern und auf drei Kontinenten, davon über 1260 in Europa. In dieser Statistik werden jedoch nicht die zahlreichen Benefizkonzerte mitgerechnet, die sie zugunsten am Down-Syndrom leidender oder obdachloser Kinder veranstalteten.

## Diskografie
- 1996: Historias & Corridas
- 1998: A media asta
- 2001: La Frontera
- 2002: Great Combat Performances
- 2003: Himnos de combate
- 2003: Fake Reaction
- 2005: Al límite de las utopías
- 2007: Lista Negra, historia de Argies
- 2008: Quien despierta
- 2010: Click Off
- 2012: Don´t cry for me best of... in english
- 2013: Bailando en mis Zapatos
- 2015: Siempre Alerta – Live
- 2016: Prost, Nazdrowie, Cheers
- 2019: Vida cara
- 2020: Volviéndose Ska
- 2021: Global Live – Live
- 2022: Reset
- 2024: Nunca calladitos!